# Agropyron badamense
Agropyron badamense är en gräsart som beskrevs av Vasiliĭ Petrovich Drobow. Agropyron badamense ingår i släktet kamveten, och familjen gräs. Inga underarter finns listade i Catalogue of Life.